# Atal Bihari Vajpayee
Atal Bihari Vajpayee, född 25 december 1924 i Gwalior, Madhya Pradesh, död 16 augusti 2018 i New Delhi, var en indisk politiker som var Indiens premiärminister 1996 samt 1998–2004.
Sedan regeringskoalitionen National Democratic Alliance förlorat valet lämnade Vajpayee den 13 maj 2004, efter sex år vid makten, in sin avskedsansökan till presidenten.
Vajpayee skrev flera poesisamlingar. Han var ogift och hade en adopterad dotter.
- 1951 Deltog i bildandet av det hindunationalistiska partiet Bharatiya Jana Sangh (Indiska Folkförbundet).
- 1957 Vald till ledamot i Indiens parlament.
- 1977 Blev medlem i nybildade politiska partiet Janatapartiet, ett enhetsparti av bildat ur oppositionen mot Indira Gandhis auktoritära välde.
- 1977-1980 Indiens utrikesminister i Janata Party-regeringen.
- 1980 Lämnade Janata Party och deltog istället i bildandet av Bharatiya Janata Party.
- 1996 Indiens premiärminister i 13 dagar.
- 1998 Indiens premiärminister.
- 1999 Vald som premiärminister för tredje gången.
- 2004 BJP förlorar valet till Lok Sabha, Vajpayee avgår.